# Hypancistrus zebra
Hypancistrus zebra Isbrücker & Nijssen, 1991 è un pesce di acqua dolce appartenente alla famiglia Loricariidae ed alla sottofamiglia Ancistrinae. Nella nomenclatura L-number è rappresentato dai numeri L046 e L098.

## Distribuzione e habitat
Si trova in Sud America nel bacino del Rio Xingu.

## Descrizione
Questo pesce ha un corpo allungato e non particolarmente compresso ai lati. La caratteristica che si nota di più, però, è la livrea molto appariscente, a strisce bianche e nere. Non supera i 6,5 cm. Le pinne sono dello stesso colore del corpo e la pinna caudale è biforcuta.

## Biologia

### Alimentazione
Da adulto è principalmente carnivoro, ma ogni tanto mangia anche vegetali.

### Riproduzione
Questo pesce è oviparo, la fecondazione è esterna ed a volte si riproduce anche in acquario. È il maschio a sorvegliare le uova, di solito deposte in anfratti e altri nascondigli, finché non si schiudono.

## Acquariofilia
È una specie molto richiesta dagli acquariofili perché ha un aspetto originale, ma in realtà in acquario non si fa notare molto perché tende a uscire raramente dai nascondigli.